# Кайзър (град, Орегон)
Кайзър (на английски: Keizer) е град в окръг Мариън, щата Орегон, САЩ. Кайзър е с население от 34880 жители (2006) и обща площ от 19,1 km². Намира се на 40,2 m надморска височина. ЗИП кодът му е 97303, 97307, а телефонният му код е 503.